# Almoravider
Almoraviderne (spansk: almorávides, af arabisk: al-murabitin) var en arabisk sekt og et berbisk dynasti fra det nordvestlige Afrika og al-Andalus i Spanien. Sekten blev stiftet omkring 1040 af Abdallah ibn-Jasin (død 1058), som udbredte Islam i en fanatisk form med sværdet hos berberne i området mellem Algeriet og Senegal. Hans værk blev fortsat af hans hærfører, Abu Bakr ibn Umar (1056-1087), og dennes fætter, Jusuf ibn-Tashfin (emir 1061-1106), som grundlagde byen Marokko (det nuværende Marrakech i Marokko) (1062). Den egentlige leder var dog Zeinab, Abu Bakrs og derefter Jusufs hustru, som udvidede sektens magt betydeligt.
Da han blev bedt om at hjælpe den abbadidiske kalif el-Mutamid i Sevilla mod Alfons 6. af Kastilien, sejlede Jusuf til Spanien og slog Alfons (1086) i den blodig kamp ved Zallaca (nær Badajoz). Selv om han højtideligt havde lovet at lade de mange muslimske kaliffer og emirer i Spanien beholde deres besiddelser og kun havde krævet kyststrækningen ved Algeciras som sin belønning, vendte han sig efter den næste bøn om hjælp (1090) først og fremmest mod sine trosfæller og erobrede lidt efter lidt både Granada, Malaga, Córdoba og Sevilla (1091), Badajoz (1094) og til sidst endda Zaragoza (1110). Dermed var hele det muslimske Spanien faldet i almoravidernes hænder. Det var under disse kampe, at almoraviderne tilføjede Spaniens nationalhelt, den skrupelløse eventyrer el Cid, det markante nederlag, som voldte hans død.
Men allerede under Jusufs sønner, Ali (død 1143) og Tashfin (død 1145), begyndte det almoravidiske magtområde at falde fra hinanden. Alfons 1. af Aragonien tilbageerobrede Zaragoza (1118), og i Afrika tilsluttede den ene provins efter den anden sig den nye sekt, almohaderne. Da det blev kendt, rejste maurerne i Spanien sig mod almoravidernes undertrykkelse. Kort efter krydsede tropper under den almohadiske kalif, Abd el-Mumin, Gibraltarstrædet og indtog Jerez, Cadiz (1145) og Sevilla (1147). Samtidig erobrede Alfons 7. af Kastilien provinsen Almeria, som han dog senere måtte overlade til Abd el-Mumin (1154), og samme år faldt almoravidernes sidste fæstning, Granada, i almohadernes magt.

## Ekstern henvisning
- Nordisk Familjebok, Uggleupplagan (1904); bind 1, sp. 670; opslag: Almoravider